# Dans la vie (film 1911)
Dans la vie è un cortometraggio muto del 1911 diretto da Léonce Perret e Louis Feuillade.

## Produzione
Il film fu prodotto dalla Société des Etablissements L. Gaumont.

## Distribuzione
Distribuito dalla Société des Etablissements L. Gaumont, uscì nelle sale cinematografiche francesi nel febbraio 1911.